# (36798) 2000 SA43
2000 SA43 (asteroide 36798) é um asteroide da cintura principal. Possui uma excentricidade de 0.11295570 e uma inclinação de 4.56846º.
Este asteroide foi descoberto no dia 25 de setembro de 2000 por Crni Vrh em Crni Vrh.